# Ciarán de Saighir
São Ciarán de Saigir (século V – c. 530), também conhecido como Ciarán mac Luaigne ou Saint Kieran (em galês:  Cieran), foi um dos Doze Apóstolos da Irlanda e é considerado o primeiro santo nascido na Irlanda, embora a lenda de que ele precedeu o São Patrício da Irlanda é questionável. Ciarán foi bispo de Saighir e continua a ser o santo patrono do sucessor, a diocese de Ossory. Ele é identificado com São Pirão que é venerado na Cornualha, Gales e na Bretanha. 5 de Março é o dia no qual é venerado. Ele é por vezes tratado como São Ciarán o Velho, para o distinguir do outro São Ciarán do século VI, que foi abade de Clonmacnoise. Ele partilha o dia da sua veneração com a sua mãe, a Santa Liadán, e o seu discípulo e sucessor episcopal, São Carthach o Velho.